# Yuzu

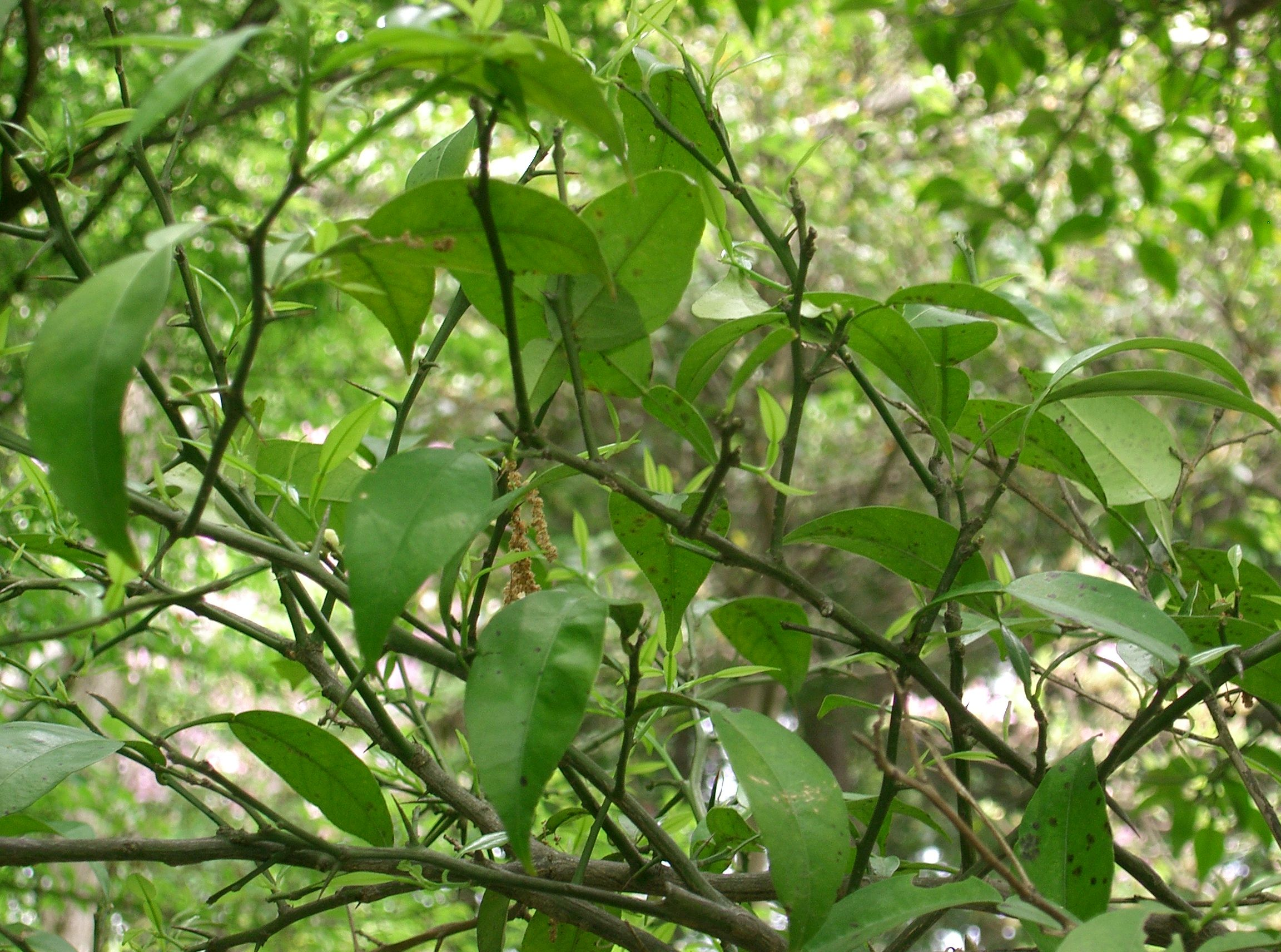
Zweige mit Blättern

Die Yuzu (japanische Aussprache von chinesisch 柚子, Pinyin yòuzi; koreanisch 유자 Yuja; wissenschaftlicher Name Citrus × junos) ist eine hybridogene Pflanzenart aus der Familie der Rautengewächse (Rutaceae).

## Herkunft
Die Yuzu wird wahrscheinlich seit Tausenden von Jahren im mittleren Yangtze-Becken in China angebaut.
Sie ist eine Kreuzung: Citrus × junos = Citrus ichangensis × Citrus reticulata var. austera.

## Beschreibung
Die Yuzu-Pflanze bildet einen dichten, aufrecht wachsenden Strauch oder schmalen Baum mit feiner Belaubung, das Laub wird manchmal über Winter abgeworfen.
Die Zweige sind an den Blattachseln mit Dornen bis zu 3 cm besetzt.
Die Blattstiele sind bis zu 1 cm breit geflügelt und 2 cm lang, das Blatt ist am Ende zugespitzt und vorne abgerundet, Größe des Blattes ohne Stiel etwa 3 × 6 cm.
Die gelbe bis hellorangefarbene Frucht ist tennisballgroß und etwa 100 g schwer. Die Form ist rund bis leicht abgeflacht. Das Albedo ist etwa 0,5 bis 0,7 mm dick, die äußere Schicht, das Flavedo, ist rau.
In den Früchten finden sich bis zu 40 große, polyembryonische Samen.
Das Fruchtfleisch ist sauer-aromatisch, leicht bitter und saftig.
Die Yuzu kann bedingt im Weinbauklima mit geeignetem Schutz für Freilandauspflanzung genutzt werden.
Die Yuzu ist frosthärter als die Satsuma. Es existieren verschiedene Typen: großblättrige, schmalblättrige, breit- und schmal geflügelte. Eine sehr ähnliche Sorte, die sich durch leicht rötlichen Austrieb unterscheidet, wird Sudachi genannt.

## Verwendung
Yuzus, vor allem die Öle in der Schale, werden vielfach in der Parfümindustrie verwendet und neuerdings auch in der feinen Küche, da der Saft ein wesentlich komplexeres Aroma als die Zitrone bietet.
Die Yuzu war in Japan eine der am meisten genutzten Veredelungsunterlagen für die Satsuma, heute meist ersetzt durch die Dreiblättrige Orange. In der traditionellen japanischen Küche wird hauptsächlich die Schale der frischen Yuzu verwendet. Weit verbreitet ist Yuzukoshō, eine Paste aus grünem oder rotem Chilipfeffer, Salz und der Schale der Yuzu. Der Saft der Yuzu kommt in Japan nicht unverdünnt zum Einsatz, sondern als Bestandteil von Soßenmischungen wie z. B. dem Yuzu-Ponzu, die für den Fleischwok Shabu-Shabu verwendet wird.
In Korea wird die feingeschnittene Frucht in Honig eingelegt und, mit Wasser aufgegossen, als Yujacha (Yuzu-Tee) getrunken.

### Inhaltsstoffe
In der Yuzu sind die typischen Fruchtsäuren Vitamin C, Apfelsäure und Zitronensäure zusammen mit den polyphenolen sekundären Pflanzenstoffen Naringin, Hesperidin, Naringenin und Hesperetin in Fruchtfleisch und Schale enthalten. In der Schweiz kultivierte Früchte weisen mindestens vergleichbare Mengen an Vitamin C wie das asiatische Original auf.